# Vicente Peña Manguán
Fray Vicente Peña Manguán OP, (Caleruega, Burgos, 21 de junio de 1912-San Antonio, Texas, 2009),  dominico español.

## Biografía
Ingresó en la Orden de Predicadores en Corias, Cangas del Narcea, Asturias, en donde realizó su profesión el 19 de agosto de 1928 y estudió filosofía. Estudió teología, en Salamanca, donde fue ordenado  sacerdote por el obispo Enrique Plá y Daniel el 21 de junio de 1936. Al comenzar la guerra civil española en julio de ese año, fue alistado al servicio del ejército del general Francisco Franco, en donde actuó toda la campaña (1936-1939) de capellán.
Terminada la contienda y reintegrado al convento de Salamanca, lo asignaron al convento de Nuestra Señora de las Caldas, en Cantabria y de allí lo envían a Guatemala, como vecretario del Obispo de Cobán (Verapaz), Mons. Raimundo Martín O.P., también de Caleruega. Cuando terminó esta misión pasó de profesor al colegio de Chinandega de Nicaragua. Después de una corta estancia en la República Dominicana, regresa a España y después de una corta estadía de vicario de las monjas de Vivero (Lugo), en 1976 llega a Yauco en Puerto Rico, donde permaneció hasta 1990 en que comienza su apostolado por Atlanta (EE. UU.) y de allí pasa a San Antonio (Texas).
Ha escrito sus memorias en un libro titulado Un capellán castrense en donde relata el desarrollo de la guerra civil española en la que él militó los tres años que duró la contienda.
Celebró los 70 años de sacerdocio el 2 de julio de 2006 en la Iglesia de los Dominicos de San Antonio de Texas.
- Datos: Q6161289